# J1650–500
J1650 es el nombre de un agujero negro situado en la zona sur de la constelación Ara (el Altar), en la Vía Láctea. Fue descubierto en abril de 2008 por científicos de la NASA.

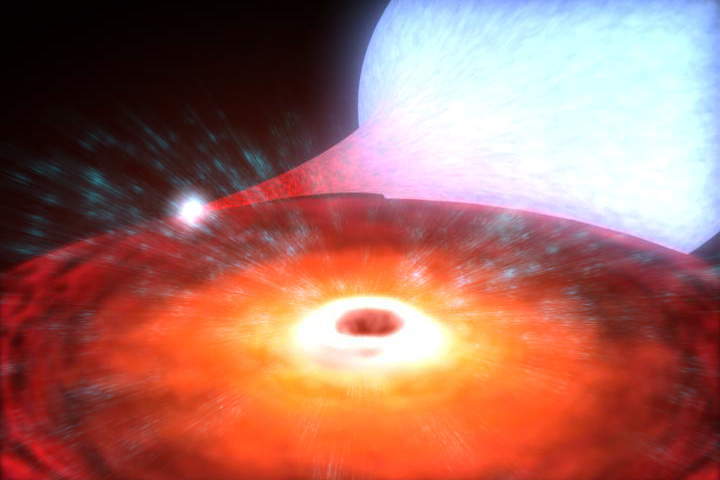
XTE J1650-500, sistema binario y agujero negro

Tiene la peculiaridad de ser el agujero negro más pequeño descubierto hasta la fecha, con una masa de 3,8 soles y 24 kilómetros de anchura.